# Ani DiFranco (àlbum)
Ani DiFranco és l'àlbum debut de la cantant i compositora Ani DiFranco, publicat al novembre de 1990.
Originalment aquest disc va sorgir de la gravació de 500 còpies en casset d’una maqueta que DiFranco venia en els seus concerts per cobrir la creixent demanda per part dels fans. Al fundar la seva pròpia discogràfica aquell mateix any, Righteous Babe Records, ja va distribuir i vendre el disc pels canals habituals.
L’àlbum va ser reeditat en vinil a l’agost del 2016. Al 2019 es va publicar una versió remasteritzada.

## Llista de cançons
Totes les cançons foren escrites i compostes per Ani DiFranco. 
| Núm. | Títol                            | Durada |
| ---- | -------------------------------- | ------ |
| 1.   | «Both Hands»                     | 3:38   |
| 2.   | «Talk To Me Now»                 | 4:29   |
| 3.   | «The Slant»                      | 1:36   |
| 4.   | «Work Your Way Out»              | 4:08   |
| 5.   | «Dog Coffee»                     | 2:56   |
| 6.   | «Lost Woman Song»                | 4:50   |
| 7.   | «Pale Purple»                    | 4:02   |
| 8.   | «Rush Hour»                      | 5:03   |
| 9.   | «Fire Door»                      | 2:42   |
| 10.  | «The Story»                      | 3:30   |
| 11.  | «Every Angle»                    | 2:44   |
| 12.  | «Out of Habit»                   | 2:45   |
| 13.  | «Letting the Telephone Ring» (*) | 4:30   |

* CD pista extra

### Reedició en vinil (2016)
| 1. | «Both Hands»        | 3:38 |
| 2. | «Talk To Me Now»    | 4:29 |
| 3. | «The Slant»         | 1:36 |
| 4. | «Work Your Way Out» | 4:08 |
| 5. | «Dog Coffee»        | 2:56 |

| 6. | «Lost Woman Song» | 4:50 |
| 7. | «Pale Purple»     | 4:02 |
| 8. | «Rush Hour»       | 5:03 |
| 9. | «Fire Door»       | 2:42 |

| 10. | «The Story»                  | 3:30 |
| 11. | «Every Angle»                | 2:44 |
| 12. | «Out of Habit»               | 2:45 |
| 13. | «Letting the Telephone Ring» | 4:30 |

## Personal
- Ani DiFranco – veu, guitarra acústica

### Producció
- Producció – Ani DiFranco, Dale Anderson
- Enginyeria – John Caruso
- Masterització – Ed Stone
- Fotografia – Scot Fisher, Jim Bush
- Disseny – Vicky Vullo, Dave Meinzer

#### Reedició 2019
- Producció – Ani DiFranco
- Masterització – Brent Lambert
- Disseny – The White Bicycle